# YO
YO (с исп. — «Я») — шестой студийный и дебютный испаноязычный альбом румынской исполнительницы INNA. Релиз состоялся 31 мая 2019 года под руководством лейблов Global Records (для Румынии) и Roc Nation (международный релиз).

## Основа альбома и релиз
Инна начала работу на альбомом YO ещё в 2016 году, для которого было написано около 50 песен для выбора тех, которые попадут в финальный трек-лист альбома. После проведения своего первого официального тура в Канаде и Соединенных Штатах в сентябре и октябре 2018 года, 16 октября, в День своего рождения, Инна выложила на её официальный Youtube канал видео, которое называлось YO. В короткометражном ролике она дразнила альбомом, кратко рассказывая о его создании и концепции. В одном из интервью, Инна обозначила примерную дату релиза альбома — конец 2018 года, сказав, что она «много слушает альбом, что-то меняет в нём, додумывает тексты и корректирует в целом». Между делом, она подписала контракт с лейблом Roc Nation, который впоследствии будет заниматься промо альбома. В конечном итоге, Инна объявила официальную дату релиза альбома — 31 мая 2019 года, который будет выпущен под руководством лейблов Global Records и Roc Nation и представила официальную обложку на своей странице в Instagram. На ней, Инна предстала обнажённой, объятой белой бахромой, на фоне коллажа из букетов разных цветов и рукописными текстами из песен с альбома. Так же, лейбл Roc Nation создал специальный сайт www.yosoyinna.com для сопровождения релиза альбома и его промо.

## Создание и концепция
Во время интервью в 2018 году, Инна рассказала, что она хотела, чтобы YO был полностью на испанском языке из-за «испанской атмосферы», которой она прониклась во время недавней поездки по Латинской Америке. Она вспоминает: «Я находилась в студии, с пивом „Cerveza“, слушала инструменталы […], я начала с нескольких строк, а потом оказалось очень легко написать текст на испанском языке». Затем она добавила: «У меня никогда не было плана для этого, мы попробовали записать его на английском языке, но музыка не звучала так хорошо.» Впервые, певица взяла на себя весь творческий контроль над альбомом, его названием и внесла значительный вклад в написании песен. Она подробно рассказала о процессе написания песен: «Мы пишем на тарабарщине. Это может быть любой язык. Основа песни — „Ла-Ла-Лас“ или слова без смысла. Таким образом мы найдем правильные слова немного позже.»
Инна назвала все песни с альбома YO экспериментальными и находящимися под влиянием «цыганской музыки», которые конкретно отличаются от её предыдущих релизов. Она заметила, что её изменения в направлении к «эклетическому» и «неклассифицируемому» жанру было «художественной необходимостью, которую она ощутила в студии». На протяжении всего альбома, она также исследует несколько стилей пения, частично также присутствующих в румынском фольклоре. Инна лирически «очень много говорит о любви и о многих женских персонажах, видимых с разных точек зрения, через несколько пар глаз». Каждая песня «рассказывает историю другого персонажа, другого опыта, который Инна якобы пережила в другой жизни». Для создания альбома Инна активно сотрудничала с румынским продюсером Дэвидом Сиенте, который добавил органические звуки к инструменталам песен; по словам Инны, он «делал [музыку] из всего: из дерева, металла, из звуков движения [и] бита на микрофоне».

## Продвижение альбома и синглы
Для каждой песни с альбома было снято визуальное видео, отображающее их «настроение и историю» в независимых сюжетных линиях. 10 клипов пришлось снимать за 7 дней из-за тяжёлого графика певицы. Все видео были сняты Bogdan Pǎun, в то время как производство осуществлялось Loops Production; Alexandru Mureșan был нанят в качестве режиссёра фотографии. В каждом из клипов, Инна воплощает разный женский характер и носит одежду от таких брендов, как Dolce & Gabbana и Gucci. В целом, она принимает абсолютно другой образ, по сравнению с её прошлыми видеоработами.
Треки «Iguana», «La Vida», «Locura» и «Sí, Mamá» были выпущены в качестве промосинглов для Румынии в июле 2018 года; компания Coca-Cola выпустила специальные бутылки Coca-Cola Zero Sugar с QR—кодами, которые при сканировании со смартфона связывались с Shazam, в свою очередь, позволяя пользователям прослушать отрывки этих 4-ёх песен. «Contigo», «Fuego» и «Gitana» также были выпущены в качестве промосинглов в мае 2019 года. «RA» был выпущен в качестве лид-сингла с альбома 27 сентября 2018 года компанией Global Records в Румынии. Этому способствовали несколько публичных выступлений в Мексике и Соединенных Штатах, в том числе 2018 Telehit Awards и 19th Annual Latin Grammy Awards, а также выпуск журналов Rolling Stone и Vogue México y Latinoamérica с изображением Инны на обложке. Международный релиз «RA», уже под руководством Roc Nation состоялся 2 ноября 2018 года.
Далее, для дальнейшего продвижения альбома были выпущены ещё 4 официальных сингла: «Iguana» (2-й сингл) был выпущен 30 ноября 2018, «Sin Ti» (3-й сингл) был выпущен 18 января 2019, «Tu Manera» (4-й сингл) был выпущен 8 марта 2019 и «Te Vas» (5-й сингл) был выпущен 31 мая 2019. Ранее выпущенные синглы «Me Gusta» и «No Help» (2018) не попали в финальный трек-лист YO, поскольку Инна решила, что они «не были в той атмосфере, в которой весь альбом, я чувствовала, что хочу выпустить материал, который звучал бы определённым образом». «Iguana» имела коммерческий успех в Румынии, достигнув 4-го места в чарте Airplay 100 страны, а «Tu Manera» стала саундтреком для американского телесериала Grand Hotel.

## Список композиций
Данный трек-лист является официальным и взят с Apple Music
| №                   | Название            | Автор(ы)                                            | Продюсеры                                                   | Длительность |
| ------------------- | ------------------- | --------------------------------------------------- | ----------------------------------------------------------- | ------------ |
| 1.                  | «Te Vas»            | Elena Alexandra Apostoleanu Cristina Maria Chiluiza | Sebastian Barac Marcel Botezan Alexandru Cotoi David Ciente | 2:51         |
| 2.                  | «Tu Manera»         | Apostoleanu Chiluiza                                | Ciente                                                      | 2:45         |
| 3.                  | «Sin Ti»            | Apostoleanu Chiluiza                                | Ciente                                                      | 2:48         |
| 4.                  | «Locura»            | Apostoleanu Chiluiza                                | Ciente                                                      | 3:27         |
| 5.                  | «Fuego»             | Apostoleanu Chiluiza                                | Ciente                                                      | 3:15         |
| 6.                  | «RA»                | Apostoleanu Chiluiza                                | Marco & Seba Ciente                                         | 2:55         |
| 7.                  | «Iguana»            | Apostoleanu Chiluiza                                | Ciente                                                      | 2:41         |
| 8.                  | «Sí, Mamá»          | Apostoleanu Chiluiza                                | Ciente                                                      | 2:48         |
| 9.                  | «Contigo»           | Apostoleanu Chiluiza                                | Ciente                                                      | 2:56         |
| 10.                 | «Gitana»            | Apostoleanu Chiluiza                                | Ciente                                                      | 3:01         |
| 11.                 | «La Vida»           | Apostoleanu Chiluiza                                | Ciente                                                      | 2:37         |
| Общая длительность: | Общая длительность: | Общая длительность:                                 | Общая длительность:                                         | 32:41        |

## История релиза
| Регион  | Дата        | Формат               | Лейбл          |
| ------- | ----------- | -------------------- | -------------- |
| Румыния | 31 мая 2019 | Цифровая дистрибуция | Global Records |
| Мир     | 31 мая 2019 | Цифровая дистрибуция | Roc Nation     |